# Klagstorpssjön
Klagstorpssjön är en sjö i Skövde kommun i Västergötland och ingår i Göta älvs huvudavrinningsområde.